# خوان آلفونسو وایه
خوان آلفونسو وایه (اسپانیایی: Juan Alfonso Valle‎؛ ۱۹۰۵ – ۲۸ نوامبر ۱۹۸۲) بازیکن فوتبال اهل پرو بود.
وی همچنین در تیم ملی فوتبال پرو بازی کرده‌است.